# Николаус (Росток)
Николаус 'Детето' фон Мекленбург-Росток (на немски: Nikolaus das Kind Fürst von Mecklenburg zu Rostock; * пр. 1262; † 25 ноември 1314) от Дом Мекленбург, е княз на Мекленбург-Росток, господар съ-регент на Росток от 1282 до 1284 г., от 1284 до 1312 г. единствен господар на Росток.

## Биография
Той е син на княз Валдемар фон Мекленбург-Росток († 1282) и съпругата му графиня Агнес фон Холщайн-Кил († 1286/1287), дъщеря на граф Йохан I фон Холщайн-Кил († 1263) и Елизабет I Саксонска († 1306), дъщеря на херцог Албрехт I от Саксония († 1261) и Агнес от Тюрингия († 1247). Внук е на княз Хайнрих Бурвин III фон Мекленбург-Росток († 1277) и София Шведска († 1241), дъщеря на шведския крал Ерик X († 1216) и Рихца Датска († 1220). По-големите му братя са (Хайнрих) Борвин IV († пр. 1285) и Йохан († пр. 1285).
Николаус и брат му Борвин IV са до 1284 г. официално под регентството на майка им, управлението води фактически Йохан Молтке, трушесът на баща му. През 1311 г. херцог Хайнрих II фон Мекленбург, в съюз с датския крал Ерик VI, обсажда Росток, който иска независимост, и го превзема на 15 декември 1312 г. Господството Росток става собственост на Дания. На 21 май 1323 г. херцог Хайнрих II фон Мекленбург сключва мир с датския крал Кристофер II и получава Росток.
Николаус умира на 25 ноември 1314 г. и е погребан в манастир „Св. Йоханис“, Росток.

## Фамилия
Николас се сгодява за Еуфемия, дъщеря на граф Гюнтер фон Линдов, след това по съвет на Хайнрих II фон Мекленбург с неговата зълва Маргарета фон Бранденбург, дъщеря на маркграф Албрехт III фон Бранденбург.
Николаус 'Детето' фон Мекленбург-Росток се жени пр. ноември 1299 г. за принцеса Маргарета Померанска (* ок. 1288; † 25 юли 1334/пр. 25 ноември 1334), дъщеря на херцог Богислав IV от Померания-Волгаст († 1309) и Маргарета фон Рюген († 1315/1320). Нейната сестра Еуфемия (1285 – 1330) се омъжва пр. 1307 г. за датския крал Кристофер II (1276 – 1332). Те имат една дъщеря:
- Елизабет фон Мекленбург-Росток, омъжена на 16 февруари 1317 г. за граф Кристиан I фон Олденбург-Делменхорст († 23 юли 1354/18 януари 1355)

Маргарета Померанска се омъжва втори път за Йохан I фон Щайнау (* 1296/1300; † 7 октомври 1361/1365).